# Toxoscelus queenslandicus
Toxoscelus queenslandicus (лат.) — вид жуков-златок рода Toxoscelus из подсемейства Agrilinae.

## Распространение
Австралия (15.06 ю.ш. 145.14 в.д., 12-14 км вюв от горы Mt. Webb, Квинсленд).

## Описание
Златки мелкого размера. Самка: 5,25 мм (ширина 1,9 мм). Самцы неизвестны. Длина надкрылий 3,9 мм, ширина 1,9 мм; максимальная длина глаза (0,55 мм) 46 % ширины головы; удлиненно-яйцевидный, сверху приплюснутый; субблестящий чёрный сверху и снизу, со слабыми сине-пурпурными отблесками, наиболее заметными на макушке, вдавленных участках переднеспинки и на базальн четверти надкрыльях; дорсальная поверхность в целом морщинистая, морщинки на голове и выступы переднеспинки более или менее параллельны, выглядящие как контурные линии на топографической карте; надкрылья морщинистые и мелко шагренированные; простернум субареолатный, средне-, заднегрудь и стерниты брюшка морщинисто-ребристые.

## Систематика
Сходен с Toxoscelus eylandtus, но отличается признаками надкрылий. Вид был впервые описан в 2000 году американским энтомологом Чарльзом Беллами (1951—2013) и его австралийским коллегой Magnus Peterson (Австралия).